# Swerdlykowe
Swerdlykowe (ukrainisch Свердликове) ist ein Dorf im Oblast Kirowohrad im Rajon Holowaniwsk in der Ukraine. Im Jahr 2001 hatte es 858 Einwohner.